# Michel Kenens
Michel Kenens (Koersel, 5 maart 1920 - Leopoldsburg, 27 mei 2002) was een Belgisch senator.

## Levensloop
Kenens werd beroepshalve verzekeringsmakelaar.
Hij was politiek actief voor de PVV en werd voor deze partij gemeenteraadslid en schepen van Leopoldsburg. Eveneens was hij provincieraadslid van Limburg.
Van 1979 tot 1981 en van 1984 tot 1985 zetelde Kenens tevens in de Belgische Senaat: van 1979 tot 1981 als provinciaal senator voor Limburg en van 1984 tot 1985 als gecoöpteerd senator. Het was de bedoeling dat hij in 1981 gecoöpteerd senator zou worden, maar hij raakte niet verkozen. In de periode januari 1979-oktober 1980 zetelde hij als gevolg van het toen bestaande dubbelmandaat ook in de Cultuurraad voor de Nederlandse Cultuurgemeenschap, die op 7 december 1971 werd geïnstalleerd. Vanaf 21 oktober 1980 tot november 1981 was hij tevens korte tijd lid van de Vlaamse Raad, de opvolger van de Cultuurraad en de voorloper van het huidige Vlaams Parlement.